# Rounders (filme)
Rounders é um filme estadunidense de 1998, produzido pelo estúdio Miramax Films, dirigido por John Dahl, com roteiros de David Levien e Brian Koppelman. O filme foi produzido por Ted Demme e Joel Stillerman.
 Rounders  foi lançado em 11 de setembro de 1998, em 2.176 salas e arrecadou US $ 8,5 milhões durante o fim de semana de abertura. Continuou a ganhar US $ 22,9 milhões no mercado interno.

## Sinopse
Mike (Matt Damon) é um talentoso jogador de pôquer que perdeu o dinheiro que pagaria seus estudos no jogo. Decide afastar-se das mesas e arranjar um emprego de verdade. Mas um amigo (Edward Norton) sai da prisão, necessitando de dinheiro, e ele volta à jogatina, tentando uma cartada final contra o oponente que levou seu dinheiro.

## Elenco
- Matt Damon - Mike McDermott
- Edward Norton - Worm
- Gretchen Mol - Jo
- Ray Iannicelli - Kenny
- John Turturro - Joey Knish
- Merwin Goldsmith - Sy
- Sonny Zito - Tony
- Josh Mostel - Zagosh
- Mal Z. Lawrence - Irving
- Lenny Clarke - Savino
- Peter Yoshida - Henry Lin
- John Malkovich - Teddy KGB
- Lenny Venito - Moogie
- Martin Landau - Abe Petrovsky
- Famke Janssen - Petra